# نهمین دوره جشنواره بین‌المللی فیلم زردآلوی طلایی ایروان
نهمین دوره جشنواره بین‌المللی فیلم زردآلوی طلایی ایروان (انگلیسی: 9th Yerevan Golden Apricot International Film Festival) از تا ژوئیه ۲۰۱۰ در ایروان، ارمنستان برگزار شد.

## برندگان
| رده                                             | جایزه                                              | فیلم                                                  | کارگردان                                                 | کشور                              |
| ----------------------------------------------- | -------------------------------------------------- | ----------------------------------------------------- | -------------------------------------------------------- | --------------------------------- |
| رقابت فیلم بین‌الملل                             | زردآلوی طلایی برای بهترین فیلم                     | در مه                                                 | سرگئی لوزنیتسا                                           | بلاروس, روسیه, آلمان, هلند, لتونی |
| رقابت فیلم بین‌الملل                             | جایزه ویژه زردآلوی نقره‌ای برای بهترین فیلم سینمایی | It Looks Pretty From a Distance                       | Anka Sasnal, Wilhelm Sasnal                              | لهستان                            |
| رقابت مستند بین‌الملل                            | زردآلوی طلایی برای بهترین فیلم مستند               | پنج دوربین شکسته                                      | Emad Burnat Guy Davidi                                   | دولت فلسطین                       |
| رقابت مستند بین‌الملل                            | جایزه ویژه زردآلوی نقره‌ای برای بهترین فیلم مستند   | The Tundra Book. A Tale of Vukvukai, the Little Rock, | Aleksei Vakhrushev                                       | روسیه                             |
| رقابت مستند بین‌الملل                            | Jury Special Mention                               | Bakhmaro                                              | Salome Jash                                              | گرجستان, آلمان                    |
| رقابت پانورامای سینمای ارمنستان                 | Best Armenian Fiction Film - Golden Apricot        | If Only Everyone                                      | Natalya Belyauskene                                      | ارمنستان                          |
| رقابت پانورامای سینمای ارمنستان                 | زردآلوی طلایی بهترین فیلم مستند به زبان ارمنی      | Armenian Rhapsody                                     | Cassiana Der Haroutiounian Cesar Gananian, Gary Gananian | برزیل                             |
| رقابت پانورامای سینمای ارمنستان                 | Silver Apricot for Armenian Panorama               | Nana                                                  | Valerie Massadian                                        | فرانسه                            |
| Apricot Stone                                   | زردآلوی طلایی                                      | When We Die At Night                                  | Eduardo Morotó                                           | برزیل                             |
| Apricot Stone                                   | Jury Special Mention                               | Insignificant Details of the Accidental Episode       | Mikhail Mestetsky                                        | روسیه                             |
| جایزه دستاورد یک عمر تالر پاراجانف"             | جایزه دستاورد یک عمر تالر پاراجانف"                | جایزه دستاورد یک عمر تالر پاراجانف"                   | ویکتور اریسه                                             | اسپانیا                           |
| جایزه دستاورد یک عمر تالر پاراجانف"             | جایزه دستاورد یک عمر تالر پاراجانف"                | جایزه دستاورد یک عمر تالر پاراجانف"                   | آگنیشکا هولاند                                           | لهستان                            |
| جایزه دستاورد یک عمر تالر پاراجانف"             | جایزه دستاورد یک عمر تالر پاراجانف"                | جایزه دستاورد یک عمر تالر پاراجانف"                   | Eldar Shengelaia                                         | گرجستان                           |
| جایزه کلیسای حواری ارمنی - "Let There Be Light" | جایزه کلیسای حواری ارمنی - "Let There Be Light"    | جایزه کلیسای حواری ارمنی - "Let There Be Light"       | الکساندر سوکوروف                                         | روسیه                             |
| فدراسیون بین‌المللی منتقدان فیلم                 | فدراسیون بین‌المللی منتقدان فیلم                    | The First Rains of Spring                             | Yerlan Nurmukhambetov Sano Shinju                        | ژاپن, قزاقستان                    |
| Ecumenical Jury Award                           | Ecumenical Jury Award                              | If Only Everyone                                      | Natalya Belyauskene                                      | ارمنستان                          |
| Jury Commendation                               | Jury Commendation                                  | Future Lasts Forever                                  | Özcan Alper                                              | ترکیه                             |
| Armenian National Film Academy Award            | Armenian National Film Academy Award               | Grandma's Tattoos                                     | Suzanne Khardalian                                       | سوئد                              |
| British Council Award                           | British Council Award                              | Armenian Rhapsody                                     | Cassiana Der Haroutiounian Cesar Gananian, Gary Gananian | برزیل                             |
| جایزه اتحادیه فیلمسازان ارمنستان                | جایزه اتحادیه فیلمسازان ارمنستان                   | With Fidel Whatever Happens                           | Goran Radovanovic                                        | صربستان                           |
| جایزه هراند ماتئوسیان                           | جایزه هراند ماتئوسیان                              | Bad Father                                            | Tigrane Avedikian                                        | فرانسه                            |